# الاتجار بالجنس في تايلاند
الإتجار بالاشخاص كما حددته الأمم المتحدة، هو«تجنيد أونقل أو إيواء أو استقبال الأشخاص عن طريق التهديد أو استخدام القوة، أو أشكال القسر الأخرى مثل الاختطاف والخداع وإساءة استخدام السلطة أو المراكز الحساسة أو إعطاءأو تلقي مدفوعات  لتحقيق موافقة شخص يسيطر علي شخص أخر لغرض الاستغلال».
تايلاند هي مصدر ووجهة وبلد عبور للإتجار بالجنس البشري ، في تقريرها عن الإتجار بالأشخاص لعام 2007 صنفت وزارة الخارجية الأمريكية تايلاند كدولة في «المستوي 2 من قائمة المراقبة» مما يعني أنه في الوقت الذي تحرز فيه الحكومة التايلاندية تقدمًا كبيرًا نحو تلبية الحد الأدني من التوقعات للقضاء علي الإتجار بالبشر، عدد الضحايا ضخم ومتزايد. وهذا يضع تايلاند في قائمة 43 دولة أخرى من قائمة التصنيف 2 (Watchlist Nations)، بما في ذلك المملكة العربية السعودية وبنغلاديش وغواتيمالا.

## أنماط الاستغلال
فيما يتعلق بالإتجار بالجنس من المواطنين التايلنديين، هناك نمطان عامان موجودان في تايلاند. النمط الأقدم هو نمط يتم فيه تجنيد فرد من قرية إلي بلدة أكبر حيث يُجبرون علي صناعة الجنس، وفي بعض الأحيان قد يتم نقلهم إلي بلد أجنبي.وهناك نمط الأكثر حداثة وهو متي يتم نقل شخص من قرية إلي بلد أجنبية مباشرةً.
وجدت مؤسسة النساء أن النساء في نمط التوظيف المباشر بخطوة واحدة أكثر عرضة للتعرض لأشكال أقسي من الاستغلال الجنسي. وبمجرد نقل الشخص إلي البلد المُقصد فإنه يتضر أن يتجه إلي الدعارة لخدمة السكان المحليين أو سياح الجنس حسب البلد المقصودة.
في تايلاند النساء المحليين والرجال والأطفال  ضحايا الإتجار في بلدان أخرى لا سيما البلدان الأسيوية الأكثر ثراءًا. ويقدر أن 100,000 إلي 200,000 من النساء التايلانديات يعملن في أماكن متنوعة في الخارج حيث يتم بيع الجنس. ويبلغ عدد النساء التايلنديات المتاجر بهن في اليابان وحدها ما بين 50,000 ألي 70,000 امرأة، معظم هؤلاء تتراوح أعمارهن بين 12 و16 سنة ويرسلن إلي بيوت الدعارة في البلد المقصد.
ولا يقتصر الإتجار في تايلاند علي المواطنين التايلنديين، فالكثير من المهاجرين من بلدان أخرى يتم تهربيهم إلي تايلاند للعمل في صناعة الجنس التايلندي. في السنوات الأخيرة حدثت حالات عديدة من الأشخاص البورميين والكمبوديين اللاويين الذين تم الإتجار بهم في بيوت الدعارة التايلنديية في المقاطعات الشمالية مثل شيانغ ماي وتشيانج راي  (Chaing Mai & Chaing Rai)  والمقاطعات الوسطي والشرقية ترات وساموت براكان وساموت ساخون وتشونبوري وشومفون وسونغكلا وناراثيوات وباتاني (Trat ,Samut Parkan, Samut Sakhon, Chonburi, Chumphon, Songhkla, Narathwiat and Pattani) بالقرب من الحدود الجنوبية الماليزية.
تم بيع أكثر من 8000 شخص في صناعة الجنس التايلاندي منذ عام 1990، غالبية عمال الجنس في تايلاند هم أجانب، وأكثر من 60% من الإناث الاتي يدخلن البلاد للعمل في صناعة الجنس تقل أعمارهن عن 18 عامًا. هناك 75,000 طفل من ممارسي الدعارة في تايلاند يشملون الأطفال الذين يتم الإتجار بهم في تايلاند والأطفال المحليين.  

## التاريخ
خلال القرن ال 18 خضعت تايلاند إلي عملية تصنيع كبري، مما أدي إلي ارتفاع أسعار الغذاء والأراضي. هذا جعل الناس ينتقلون للعمل في المصانع الموجودة في المدينة، وترتب علي كسب الأشخاص المزيد من المال زيادة في الطلب علي الدعارة في المدينة.
كان الجنس التجاري في تايلاند صناعة صغيرة في هذا الوقت، ازدهرت صناعة الجنس بشكل رئيسي خلال حروب كوريا وفيتنام في الفترة من خمسينات إلي سبعينيات القرن العشرين،  كان الرجال المتورطون في هذه الحروب بحاجة إلي إلهاء حيث قُدمت النساء المحليات.  وتوافدت النساء اللواتي كن يعشن في المناطق المنكوبة بالفقر إلي حيث يتمركز هؤلاء الرجال، مما أتاح خدمات جنسية كوسيلة للدخل. بعد الحروب بدأت الزيادة في المستثمريت اليابانيين في التدفق إلي تايلاند والاستثمار في الهندسة المعمارية والإلكترونيات وصناعة الجنس.
تشير التقديرات إلي أن عدد الأشخاص الذين يعملون في صناعة الجنس خلال التسعينات كان ما لا يقل 40,000 حيث أن 79% منهم من النساء والأطفال. اليوم تبلغ قيمة صناعة الجنس في تايلاند أكثر من 6.4 مليار دولار، ما يقرب من 3 إلي 5 ملايين من العملاء المنتظميين.